# 魚罐頭

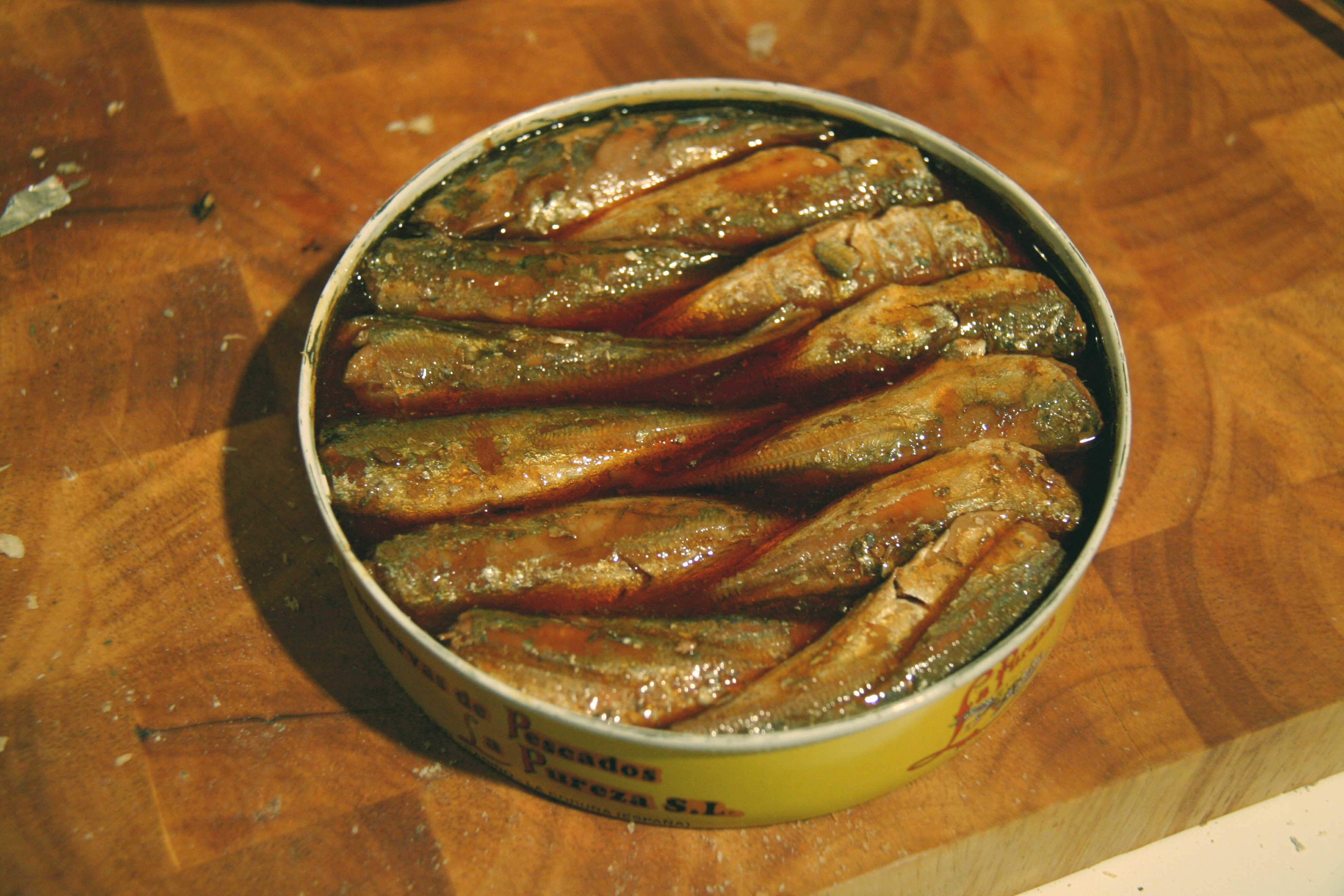
来自西班牙的腌制鲭鱼罐头

魚罐頭又稱罐装鱼，是指经过水产加工且加热後密封在密闭容器（例如密封锡罐頭）中的食用鱼。魚罐頭保质期一般为一年到五年。通常人們用開罐器開啟魚罐頭。魚罐頭中最常見的食用魚是沙丁鱼（沙丁魚罐頭）。此外還有鯡魚、金枪鱼、鮭魚等魚罐頭。